# Dactylokepon barbuladigitus
Dactylokepon barbuladigitus là một loài chân đều trong họ Bopyridae. Loài này được An, Yu & Williams miêu tả khoa học năm 2007.